# 쿠폰의 여왕
《쿠폰의 여왕》(영어: QUEENPINS)은 미국에서 제작된 에런 고뎃과 기타 풀라필리 감독의 2021년 코미디 영화이다. 크리스틴 벨, 커비 하월뱁티스트, 폴 월터 하우저, 빈스 본 등이 주연으로 출연하였다.
평단으로부터 엇갈린 평가를 받았다.

## 줄거리
올림픽 경보 금메달 삼관왕 코니는 유산을 한 뒤 국세청에 다니는 남편 릭의 무관심 속에서 교외 가정주부로 맥없이 지내고 있다. 한편 절친 조조는 신원 도용을 당해 취직에 어려움을 겪자 유튜브 비디오로 돈을 벌며 어머니에게 얹혀사는 중이다.
어느 날 코니는 시리얼 회사에 항의 편지를 보내고 무료 쿠폰을 받는다. 단골 가게 A&G 패밀리 마츠 계산원은 보통 회사들이 고객 불평 편지에 무료 쿠폰으로 응대하는 경향이 있다고 알려준다.
코니와 조조는 이런 쿠폰들을 찍어내는 멕시코 치와와주 공장으로 가서 사용하지 않은 쿠폰을 우편으로 보내줄 용의가 있는 직원들을 찾아낸다. 코니와 조조는 웹사이트를 열어 이 쿠폰들을 판매하고 여러 회사에 손해를 입힌다.
상황을 대략 감지한 A&G 패밀리 마츠 손실 예방 담당 직원 켄은 우정조사국(USPIS) 조사관 사이먼과 수사에 착수하는데...

## 출연
- 크리스틴 벨 - 코니 커민스키 역
- 커비 하월뱁티스트 - 조애나 "조조" 존슨 역
- 폴 월터 하우저 - 켄 밀러 역
- 빈스 본 - 사이먼 킬머리 역
- 조엘 맥헤일 - 릭 커민스키 역
- 비비 렉사 - 템피 티나, 해커 역
- 다요 오케니이 - 얼, 우체부 역
- 잭 맥브레이어 - 파크 요원 역
- 애니 머멀로 - 크리스털 역
- 스티븐 루트 - 플래너건 요원 역
- 폴 러스트 - 앨버트 앤더슨 역
- 팀 샤프 - 총기 판매상 역
- 닉 캐서베티스 - 페인 대위 역